# 芒季
芒季（？—？），是中国春秋时期晋国魏氏的领袖，毕万之子。承襲父亲毕万擔任魏氏的领袖，仕晋献公。芒季死后，儿子魏武子魏犨继位。《史记·魏世家》认为，毕万就是魏犨的父亲，没有芒季一代。
| 前任： 父毕万 | 魏氏领袖 | 繼任： 子魏犨 |